# Цінченшань

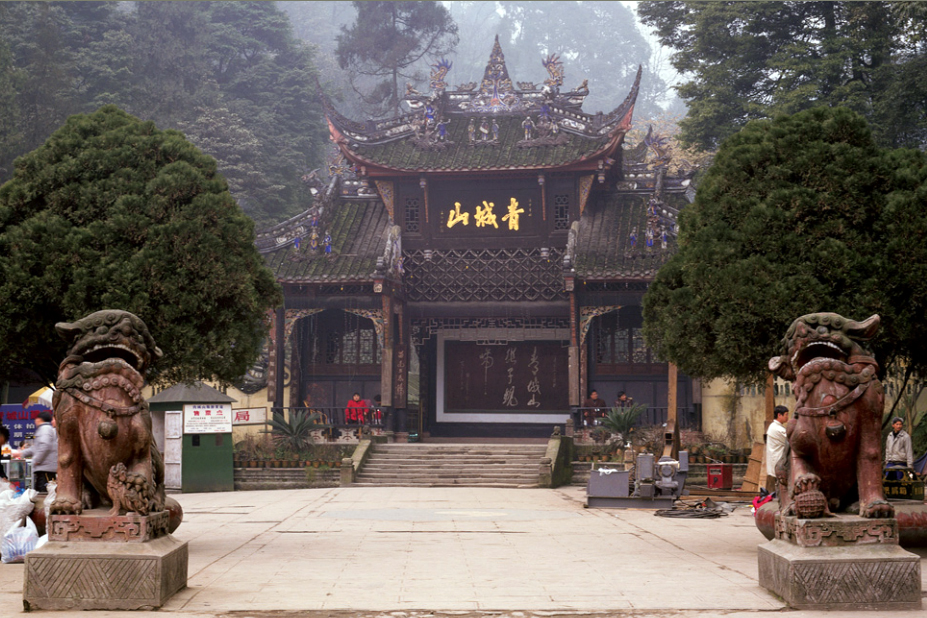
Арка при вході на територію гори Цінченшань

Цінченшань (кит. 青城山, пін. Qīngchéng Shān) — гора в околицях міста Дуцзян'янь, 68 км від Ченду, китайська провінція Сичуань. На південь від неї знаходиться гора Хеміншань, де патріарх Чжан Даолін 142 року зустрівся з Лао-Цзи. назва гори перекладається як «Зелене місце.»

## Історія
На горі Цінченшань 143 року Чжан Даолін заснував перший в історії даосизму храмовий комплекс, тим самим перетворивши це вчення з філософського в релігійне. З цієї гори, згідно з традицією, Чжан Даолін пішов на небо з дружиною та двома учнями.
За часів династії Тан на схилах гори містилося не менше 70 даоських монастирів.
На початку XX століття в них жило близько 500 ченців. Комуністична влада закрила більшість монастирів, проте приблизно сотня пустельників продовжувала на горі вікові даоські традиції. На початку 80-х років XX століття більшість монастирів офіційно були відкриті за фінансової підтримки сучасної влади.
У 1982 році на території гори рішенням Державної ради КНР створено національний парк для захисту рідкісних тварин і рослин. 2000 року священну гору Цінчен було занесено до списку об'єктів Світової спадщини ЮНЕСКО. 2006 року як єдиний комплекс з національним парком Дуцзян'янь, парк на горі Цінченшань увійшов до переліку резерватів великої панди. Таким чином Цінченшань двічі в різні роки увійшла до списку Світової спадщини — за культурним і природним критеріями. 2007 року присвоєно найвищу категорію ААААА за Рейтингом туристичних визначних пам'яток. 31°00′07″ пн. ш. 103°36′18″ сх. д. / 31.002° пн. ш. 103.605° сх. д.

## Опис
Загальна площа становить 200 км2. Розташовано на південний захід від м. Ченду, на відстані від нього у 68 км, на відстані 10 км від іригаційної системи Дуцзян'янь. Найбільша висока точка — 1260 м над рівнем моря. навколо гори розташовані значні простори зелених лісів, а сама гора виглядає оточений і вкрита зеленим килимом. Звідси походить її назва. На горі присутні 36 піків.
Клімат тут помірний, вологий субтропічний. Середньорічна температура складає 15,2℃, найбільша температура літа — 34,2℃, найнижча температура -7.1℃, середня відносна вологість — 81 %, річна кількість опадів — 1225.1 мм.
Рослинність представлена вічнозеленими широколистяними, хвойними і змішаними лісами. Тут виявлено 346 видів рослин, зокрема 51 вид папоротей, 7 видів голонасінніх, 252 — дводольних, 36 — однодольних. На територія обох національних парків Цінченшань-Дуцзян'янь водиться у дикій природі близько 10 великих панд.